# The Daily Telegraph
A The Daily Telegraph (IPA: [ðə ˌdeɪli ˈtelɪɡrɑːf]), online a The Telegraph, egy 1855-ben alapított brit konzervatív napilap.

## Története
A napilapot Daily Telegraph and Courier néven Arthur B. Sleigh 1855. június 29-én alapította. A lap, a benne megjelentetett hirdetések általi kedvező ára miatt, már 1856-ban 27 ezres példányszámban jelent meg. A lap további fejlesztése a tulajdonosváltást követően E. Levy Lawson laptulajdonos és egyben főszerkesztő érdeme, aki nagy hangsúlyt fektetett a saját tudósító-hálózat kiépítésére. A lap 1861. évi 141 ezres példányszáma ismét további árcsökkenést eredményezett. A lap kezdetben liberális, majd 1896-tól konzervatív beállítottságú. Az 1890-es évek végén példányszáma, a napilapok egyre bővülő választéka miatt, nagymértékben lecsökkent. Az 1928-ban bekövetkezett tulajdonosváltásnak és az új tulajdonos, William Berry intézkedéseinek következtében, melynek legfőbb eleme a tudósító-hálózat további bővítése általi lapszínvonal emelés, a példányszám ismét emelkedni kezdett. Az 1929-ben már csak 90 ezres példányszámban megjelenő lap 1930-ban már 175 ezer, 1939-ben 737 ezer példányszámban jelent meg. További terjeszkedése által 1937-ben bekebelezte az 1772-ben alapított The Morning Post napilapot. A The Sunday Telegraph hetilapot 1961-ben alapították.